# 周璧华
周璧华（1940年—），江苏东台人，汉族，中华人民共和国政治人物、第十一届全国人民代表大会解放军代表。
毕业于北京邮电学院无线电通信工程专业，是中共党员。担任解放军理工大学工程兵工程学院教授。2008年起担任全国人大代表。